# Anja Brandt
Anja Brandt (ur. 15 lutego 1990 r. w Hamburgu) – niemiecka siatkarka grająca na pozycji środkowej. Obecnie występuje w drużynie Schweriner SC.

## Sukcesy klubowe
Mistrzostwo Niemiec:
- 2011, 2012, 2013, 2017
- 2010, 2015

Puchar Niemiec:
- 2012, 2013

## Sukcesy reprezentacyjne
Mistrzostwa Świata Juniorek:
- 2009

Liga Europejska:
- 2013

Mistrzostwa Europy:
- 2013

Liga Europejska:
- 2014